# Tartamura agatelin
Espèce
Tartamura agatelin est une espèce d'araignées aranéomorphes de la famille des Salticidae.

## Distribution
Cette espèce est endémique de la province d'Orellana en Équateur,.

## Description
Le mâle holotype mesure 3,42 mm et la femelle paratype 3,42 mm.

## Publication originale
- Bustamante & Ruiz, 2017 : Systematics of Thiodinini (Araneae: Salticidae: Salticinae), with description of a new genus and twelve new species. Zootaxa, no 4362(3), p. 301-347.